# Полтавська духовна консисторія
Полта́вська духо́вна консисто́рія — колегіальна установа при єпархіальному архієреї Полтавської єпархії, вищий орган управління православної церкви в єпархії, наділений церковно — адміністративними та судовими функціями. Існувала в 1802—1920 рр.

## Історія
В 1797 році була відновлена Переяславська єпархія, з центром в м. Переяслав. В ході подальших адміністративно-територіальних змін, в 1802 році була створена Полтавська губернія. Задля того, аби межі єпархій і губерній збігалися, в 1803 році Переяславська єпархія була перейменована в Полтавську. Одночасно зі зміною назви єпархії, змінилися і назва духовної консисторії при ній.
До 1847 року Полтавська духовна консисторія знаходилася в Переяславі. В 1847 році в Полтаві було завершено спорудження нової резиденції архієрея Полтавської єпархії, з будівлею для розміщення в ній консисторії. Тоді ж консисторія переїхала в Полтаву.
З 30 вересня 1862 року в будівлю яку займала консисторія, біля архієрейського будинку, розмістилася переведена з Переяслава Полтавська духовна семінарія, а консисторія помістилася у найманій квартирі. У нову будівлю семінарія перейшла 16 жовтня 1877 року і консисторія повернулася в будівлю, займану нею раніше.
У 1890 році Полтавська духовна консисторія поділялася на чотири столи (розпорядчий, судовий, метричний і шлюбний, господарський), казначейство, реєстраційний стіл та архів. Усі столоначальники були членами консисторії.
Консисторія припинила існування в 1920 році через зміну устрою держави і втрати церквою своїх мирських повноважень.

## Структура і склад консисторії
У 1895 році Полтавська духовна консисторія поділялася на чотири столи, казначейство, реєстраційний стіл та архів. Секретарем консисторії, від 3 березня 1894 року, був випускник Московської академії, колезький секретар Олексій Якович Комаров.
- 1й стіл, розпорядчий, займався розподілом, визначенням і ліквідацією парафій та іншими справами, відповідно до постанов єпископа і членів духовної конситорії. Столоначальником був чиновник Самсон Александровський. Член консисторії по цьому столу — протоієрей Олексій Капустянський. Доповіді справ по цьому столі відбувалися щовівторка.
- 2й стіл, судовий, займався справами про проступки духовних осіб єпархії. Столоначальником цього стола був колезький секретар Федір Васильович Знайков. Член консисторії по справам цього столу — протоієрей Микола Уралов. Доповіді справ відбувалися в понеділок.
- 3й стіл, метричний і шлюбний, займався видаванням метричних свідоцтв та розглядом шлюбних спорів. Столоначальником був колезький реєстратор Павло Миколайович Горностаєв. Член консисторії по цьому столу — протоієрей Михаїл Кущинський. Доповіді справ цього столу відбувалися щосереди.
- 4й стіл, господарський, займався будівництвом і ремонтом церков, всіх молитовних будинків, господарством і багатством, що належали церквам, та іншими подіними справами. Столоначальником цього стола був колезький секретар Стефан Леонтійович Скицький. Член консисторії по справам цього столу — протоієрей Петро Мазанов. Доповіді справ відбувалися в четвер.
- Казначеєм консисторії був колезький секретар Григорій Васильович Сірошанов. Член консисторії по справам казначейства протоієрей Микола Леонтовський. Столоначальником казначейського столу був Анатолій Васильович Яворський.
- Реєстратурою керує титулярний радник Михайло Михайлович Васильєв. Доповіді справ відбувалися щоп'ятниці.

## Архів
Документи консисторії зберігалися у чотирьох великих спеціально обладнаних кімнатах. Станом на 1914 рік в архіві було 243054 справи. Найдавніші документи були з 1746 року. Справи зберігалися у вигляді окремих в'язок з ярликами, був складений опис у вигляді окремої книги. Також у фондах зберігалися документи ліквідованих духовних правлінь (до 1848 року), але без опису та документи Київської і Новоросійської духовних консисторій.
В 1895 році архіваріусом був Стефан Платонович Торський.
Після ліквідації консисторії, ці справи були передані до новоствореного Центрального історичного архіву Полтавщини. Напередодні Другої світової війни в архіві зберігалося 10969 справ консисторії. Ці справи були втрачені в 1943 році разом з іншими фондами архіву. Тепер в Держархіві Полтавської області зберігається понад 3000 справ Полтавської духовної консисторії зосереджені у трьох фондах, переважна більшість яких були одержані у повоєнні роки.

## Давньосховище
За ініціативи групи полтавської інтелігенції, Указом Синоду від 26 жовтня 1906 року при архієрейській кафедрі на чолі з єпископом Іоанном, були засновані Полтавський церковний історико-археологічний комітет та єпархіальне давньосховище — церковний музей старожитностей, де мали зберігатися історичні церковні реліквії.
Під давньосховище відвели три кімнати одного з будинків єпархіальної консисторії. В листопаді 1907 року у збірці 863 предмети старовини — цінні колекції монет, килимів, рушників, козацьких реліквій, творів мистецтва на релігійні сюжети.
Комітет припинив існування у 1917 році. Після встановлення у місті радянської влади частина колекцій єпархіального давньосховища увійшла до Полтавського народного музею, а в 1945-1947 рр. була розпорошена серед інших музеїв. Чимало експонатів безслідно зникло.
Окрасою колекції був енколпіон XIII століття — наперсний хрест-мощовик із зображенням із зображенням розп'яття Христового та рельєфними медальйонами Богоматері і святих. На сьогодні його місцезнаходження невідоме. До відомих експонатів належали також плащаниця 1466 року та чудовий рукопис якогось Михайла Васильовича, сина протопопа з Сяніка.
Проте найвідомішим експонатом було Пересопницьке Євангеліє. У 1947 році ця визначна пам'ятка надійшла в відділ рукописів Центральної наукової бібліотеки ім. В. І. Вернадського.